# 日本を守る国民会議
日本を守る国民会議（にほんをまもるこくみんかいぎ）は、過去に存在した改憲を目標とした日本の保守団体。1981年（昭和56年）10月27日に「元号法制化実現国民会議」を改組して発足した。日本会議の前身の一つ。

## 概要
1978年（昭和53年）7月18日、元最高裁長官の石田和外の呼びかけで、「元号法制化実現国民会議」が発足した。初代議長には石田が就いた。「日本を守る会」とともに元号法制化実現に向けた運動を行った。
1979年（昭和54年）6月12日、元号法は公布施行された。「元号法制化実現国民会議」は目的を果たして解散の機運があったが、当時、事務総長を「日本を守る会」と兼任していた明治神宮権宮司の副島廣之は「解散してしまうのはまことに惜しい」と述べた。新たな目的を「草の根からの憲法改正運動」に定め、全国キャラバンを実施。1981年3月から各都道府県で「日本を守る都道府県民会議」結成が相次いだ。これらの組織の事務所と連絡先のほとんどは、生長の家または神社本庁の地方支部に置かれた。各都道府県の結成式には黛敏郎が飛び回り、壇上から「どうして広島に原子爆弾が落とされたのか？ それは日本が原子爆弾を持っていなかったからだ」と述べ、現憲法を激しい口調で批判した。
1981年10月27日、「元号法制化実現国民会議」を改組する形で、前述の各都道府県民会議の中央組織である「日本を守る国民会議」の結成式がホテルニューオータニで開かれた。発足当時の議長は加瀬俊一、運営委員長は黛敏郎、事務総長は副島廣之。呼びかけ人は以下の23人が名を連ねた。
井深大（ソニー名誉会長）・宇野精一（東京大学名誉教授）・江藤淳（東京工業大学教授）・大石義雄（京都大学名誉教授）・春日野清隆（日本相撲協会理事長）・加瀬俊一（元国連大使）・金子日威（池上本門寺貫主）・木内信胤（世界経済調査会理事長）・斎藤忠（ジャパンタイムズ論説顧問）・桜田武（日本経営者連盟名誉会長）・鹿内信隆（産業経済新聞社長）・篠田康雄（神社本庁総長）・清水幾太郎（元学習院大学教授）・副島廣之（明治神宮権宮司）・高田好胤（薬師寺管長）武見太郎（日本医師会長）・永野重雄（新日本製鐵会長）・葉上照澄（比叡山延暦寺長﨟）・法眼晋作（国際協力事業団顧問）・細川隆元（評論家）・升田幸三（棋士）・黛敏郎（作曲家）・武藤光朗（早稲田大学客員教授）・村松嘉津（評論家）・村松剛（筑波大学教授）・山岸信子（全日本婦人連盟元会長）
呼びかけ人の一人である篠田康雄は、「憲法、防衛、教育。これが国家の基本の三本柱だ」とその運動方針を述べた。新会議には政財界、文化人、旧日本軍関係者で構成される郷友会、神社本庁等が集まった。論憲・改憲の立場であった。
1982年（昭和57年）6月26日、日本の大手新聞テレビのメディアが教科書検定の批判を一斉に報じ（第一次教科書問題）、会議内でも「教科書問題を考える懇談会」を開催、懇談会を継承した歴史教科書編纂委員会が編じた「新編日本史」を1986年（昭和61年）に発行すると、以降は中国・韓国から批判が相次ぐようになった。
元号法を根拠に1989年（昭和64年）1月7日の昭和天皇崩御により、新元号「平成」が政令で公布。1991年（平成3年）6月、黛が第2代議長に就任した。1997年（平成5年）、結成10周年の記念式典を挙行、「新憲法の大綱」を発表。1993年（平成5年）8月、細川護煕首相の「侵略戦争」発言でパリ不戦条約に基づく日本の賠償責任問題が噴出、「会議」は細川に発言の撤回を要求している。
1997年（平成9年）3月、「日本を守る会」と「日本を守る国民会議」は、両団体の発展的統合をそれぞれの役員会で決議した。新組織「日本会議」の会長には黛敏郎が内定していたが、黛は4月10日に病没した。5月30日、日本会議の設立大会がホテルニューオータニで開催された。
「国民会議」が出していた機関紙『日本の息吹』は、引き続き日本会議で発行されている。

## 主な役員
※統合直前の1995年11月当時

### 議長
- 黛敏郎 - 作曲家。日本会議初代会長にも内定していたが結成直前に病没

### 顧問
- 石川六郎 - 日本商工会議所名誉会頭
- 宇野精一 - 東京大学名誉教授
- 加瀬俊一 - 元外交官、初代国連大使
- 小山五郎 - さくら銀行相談役名誉会長
- 瀬島龍三 - 伊藤忠商事株式会社特別顧問、元陸軍大佐・関東軍参謀
- 副島廣之 - 明治神宮常任顧問

### 代表委員
- 石井公一郎 - 株式会社ブリヂストン相談役
- 江藤淳 - 評論家、慶應義塾大学教授
- 岡田恵珠 - 崇教真光 二代教え主
- 岡野聖法 - 解脱会法主
- 岡本健治 - 神社本庁総長、熱田神宮宮司
- 小倉霊現 - 念法眞教燈主
- 小田村四郎 - 拓殖大学総長（下記の寅二郎は実兄）
- 小田村寅二郎 - 国民文化研究会理事長
- 小野田寛郎 - 小野田自然塾塾長、元陸軍少尉
- 加瀬英明 - 外交評論家
- 勝部真長 - お茶の水女子大学名誉教授
- 気賀健三 - 慶應義塾大学名誉教授
- 小堀桂一郎 - 東京大学名誉教授
- 志摩昭之輔 - 株式会社朝日写真ニュース社社長
- 末次一郎 - 新樹会代表幹事
- 関口徳高 - 仏所護念会会長
- 園田天光光 - 自由民主党各種婦人団体連合会会長
- 高田好胤 - 奈良薬師寺管長
- 塚本幸一 - ワコール会長　日本会議に変わってのちは初代会長
- 外山勝志 - 明治神宮宮司
- 中井澄子 - 日本遺族会会長代行
- 能村龍太郎 - 太陽工業代表取締役会長
- 藤本勝喜 - 神道政治連盟会長
- 堀江正夫 - 日本郷友連盟会長
- 三波春夫 - 歌手
- 村尾次郎 - 日韓文化協会会長

### 事務総長
- 毛利義就 - 明治神宮権宮司